# UB-71号潜艇
陛下之UB-71号艇是德意志帝国海军于第一次世界大战期间建造的其中一艘UB-III型近岸潜艇或称U艇。它由基尔的日耳曼尼亚船厂承建，于1917年7月12日新船下水，至同年11月23日交付使用。其全长55.83米，水面及水下排水量分别为513吨和647吨，艇载武器则包括五具500毫米鱼雷发射管以及一门88毫米口径甲板炮。UB-71号曾计划被部署至驻普拉的地中海区舰队，但从未抵达。1918年4月21日，该艇在直布罗陀海峡以东的阿尔米纳角附近遭英国军用汽艇ML413号投掷的深水炸弹击沉，艇内32名官兵全数阵亡。

## 设计
UB-71号是基尔日耳曼尼亚船厂承建的UB-III型首批次（UB-66至UB-71号）的末艇，由德意志帝国海军潜艇监察局于1916年5月20日以J项战时订单（Kriegsauftrag J）之名订购，至1917年7月12日下水。其全长55.83米，舷宽5.80米。艇体采用双壳体结构，水面及水下排水量分别为513吨和647吨，浮起时的吃水深度为3.67米。由于无需像UC-II型艇那样提供水雷布设装置，设计工程师对潜艇舷弧进行了优化，增大了司令塔体积，配备两具潜望镜，司令塔与控制室之间增加一道水密舱壁。这些改进显著提高了潜艇的水下机动性和生存力。为了达到更高的航速，UB-71号采用两台猛狮六缸四冲程550匹公制馬力（405千瓦特）柴油机用于水面运行，以及两台394匹公制馬力（290千瓦特）的西门子-舒克特电动发电机用于水下航行；水面最高航速13.2節（24.4每小時），水下7.6節（14.1每小時）；能够在水面以6節（11每小時）航速续航9,090海里（16,830），或以4節（7.4每小時）连续在水下航行55海里（102）而无需充电。
UB-71号的主武器为五具500毫米艇艏鱼雷发射管，其中艇艏四具采用层叠式布局分居两侧、艇艉一具，并可搭载合共10枚G6型鱼雷。辅助武器则是一门88毫米30倍径速射炮。其标准船员编制为3名军官加31名水兵。

## 服役历史
1917年11月23日，UB-71号在前UB-30和UC-73号艇长、海军上尉库尔特·沙普勒的指挥下正式入役，随即展开海试。完成海试后，该艇先是驻扎在北海，后于1918年4月4日从基尔启航，按计划将独力驶往奥匈帝国军港普拉并加入地中海潜艇区舰队，但从未抵达。根据英国方面的记录，UB-71号于1918年4月21日在直布罗陀海峡东侧的阿尔米纳角附近（35°58′N 5°18′E / 35.967°N 5.300°E）遭英国军用汽艇ML413号投掷的深水炸弹击沉，艇内32名官兵全数阵亡。

## 脚注
1. ↑  Rössler，第28頁.
2. 1 2  Helgason, Guðmundur. . German and Austrian U-boats of World War I - Kaiserliche Marine - Uboat.net.   [2022-05-05].
3. 1 2 3 4  Gröner 1991，第25-30頁.
4. 1 2  Helgason, Guðmundur. . German and Austrian U-boats of World War I - Kaiserliche Marine - Uboat.net.   [2015-03-08].
5. ↑  陈进，第239頁.
6. ↑  NARS，第80頁.